# きらら萌
きらら萌（きららもえ、6月4日 - ）は、日本の成年向け雑誌で活動する漫画家。妻子持ち。猫や北海道が好き。別名義：よしかわ哲郎

## エピソード
- THE SEIJIを師匠と仰ぐ。
- 百済内創や由瞳綺麗などと親交がある。

## 作風
- 豊満な女性が多い。
- 貧乳はほとんど見かけない。
- 絵の線が太くはっきりしている。
- 初期のペニス描写はハリボテのようなものであったが、今では血管やしわまで描写している。また、多くが巨根である。
- 射精時の飛び散る精液の量は派手目で多い。

## 作品リスト
- 単行本
  - 2000年8月 「11 pieces」デビュー作収録、海王社（海王社コミックス）、ISBN 4-87724-253-8
  - 2001年12月 「媚用乳液」、桜桃書房（EX COMICS）、ISBN 4-7567-2699-2
  - 2002年3月 「アイドルパーティー」、海王社（海王社コミックス）、ISBN 4-87724-264-3
  - 2002年6月 「いんびテーション」、海王社（海王社コミックス）、ISBN 4-87724-265-1
  - 2002年11月 「嬌艶」、ティーアイネット（MUJINコミックス）、ISBN 4-88774-080-8
  - 2002年12月 「疼姫」、富士美出版（富士美コミックス）、ISBN 4-89421-508-X
  - 2003年8月 「愛娘。」、ティーアイネット（MUJINコミックス）、ISBN 4-88774-098-0
  - 2003年11月 「まるごとプ乳プ乳」、海王社（海王社コミックス）、ISBN 4-87724-297-X
  - 2004年1月 「爛漫　至福の頂」、富士美出版（富士美コミックス）、ISBN 4-89421-557-8
  - 2004年6月 「妄想萬博　エロスポ2004」、海王社（海王社コミックス）、ISBN 4-87724-359-3
  - 2004年9月 「濃蜜」、ジェーシー出版（ジェーシーコミックス）、ISBN 4-901858-33-5
  - 2004年10月 「黒門ぽぷしくる」、双葉社（アクションコミックス）、ISBN 4-575-83022-4
  - 2005年1月 「姉まみれ」、幻冬舎コミックス（バーズコミックスギガ）、ISBN 4-344-80520-8
  - 2005年3月 「白濁ハーレム」、富士美出版（富士美コミックス）、ISBN 4-89421-620-5
  - 2005年6月 「黒門らぶぁ～ず」、双葉社（アクションコミックス）、ISBN 4-575-83099-2
  - 2005年7月 「たまりませんわい」、茜新社（TENMA COMICS）、ISBN 4-87182-773-9
  - 2005年12月 「宝乳百景」、幻冬舎コミックス（バーズコミックスギガ）、ISBN 4-344-80684-0
  - 2006年8月 「蜜浸しー乳惑の虜」、幻冬舎コミックス（バーズコミックスギガ）、ISBN 4-344-80814-2
  - 2007年8月 「AVなドールRIO 1」、双葉社（アクションコミックス）、ISBN 978-4-57583-391-1
  - 2007年10月 「生姦娘」、富士美出版（富士美コミックス）、ISBN 978-4-89421-761-4
  - 2008年6月 「AVなドールRIO 2」、双葉社（アクションコミックス）、ISBN 978-4-57583-499-4
  - 2009年4月 「真性行為」、コスミック出版（Kyun Comics）、ISBN 978-4-77473-019-6
  - 2009年10月 「純情箱入り未亡人奈々」、双葉社（アクションコミックス）、ISBN 978-4-57583-689-9